# Sandersee

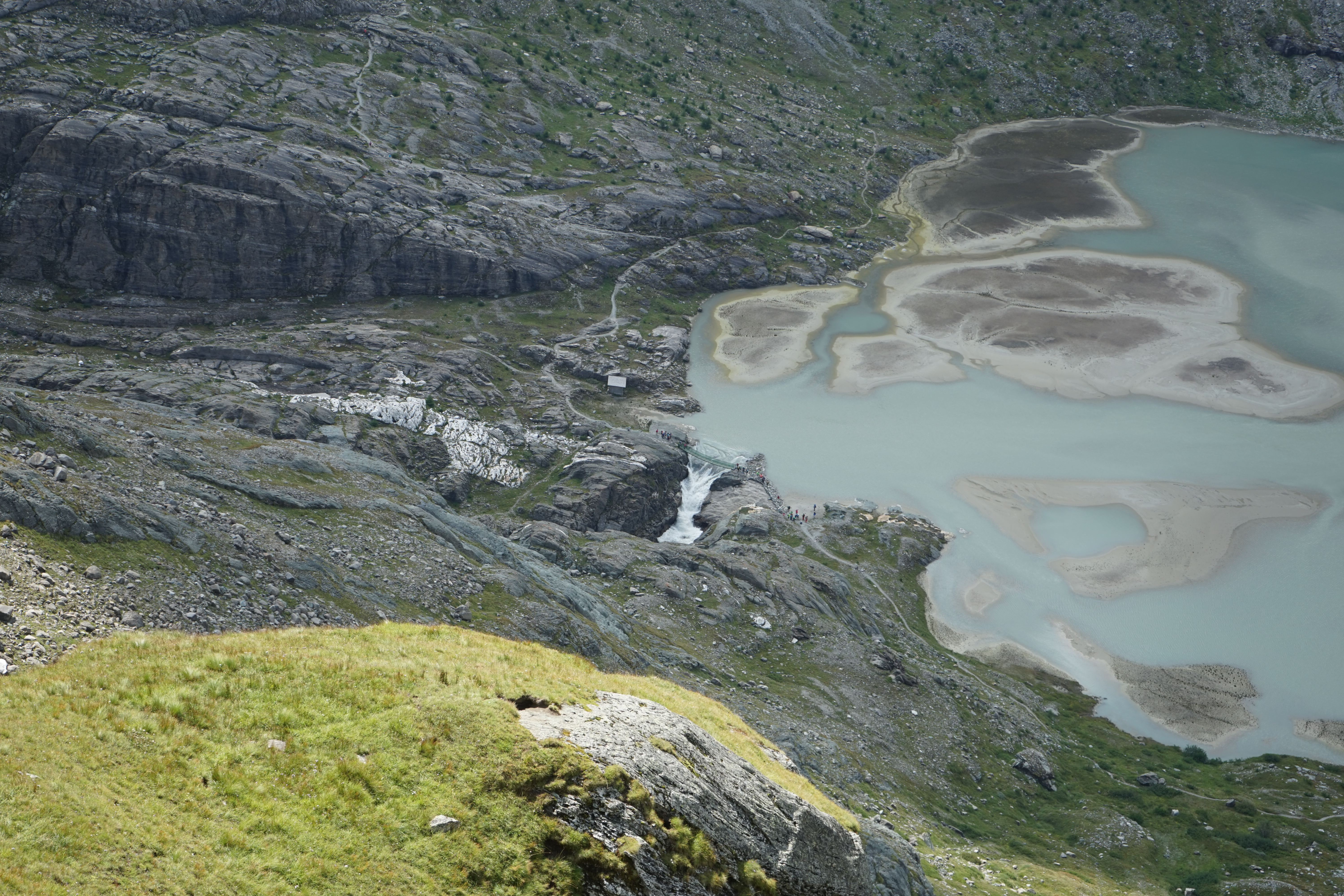
Sandersee und Steg über den Abflussbereich der Möll mit Gletscher-Lehrpfad im August 2018

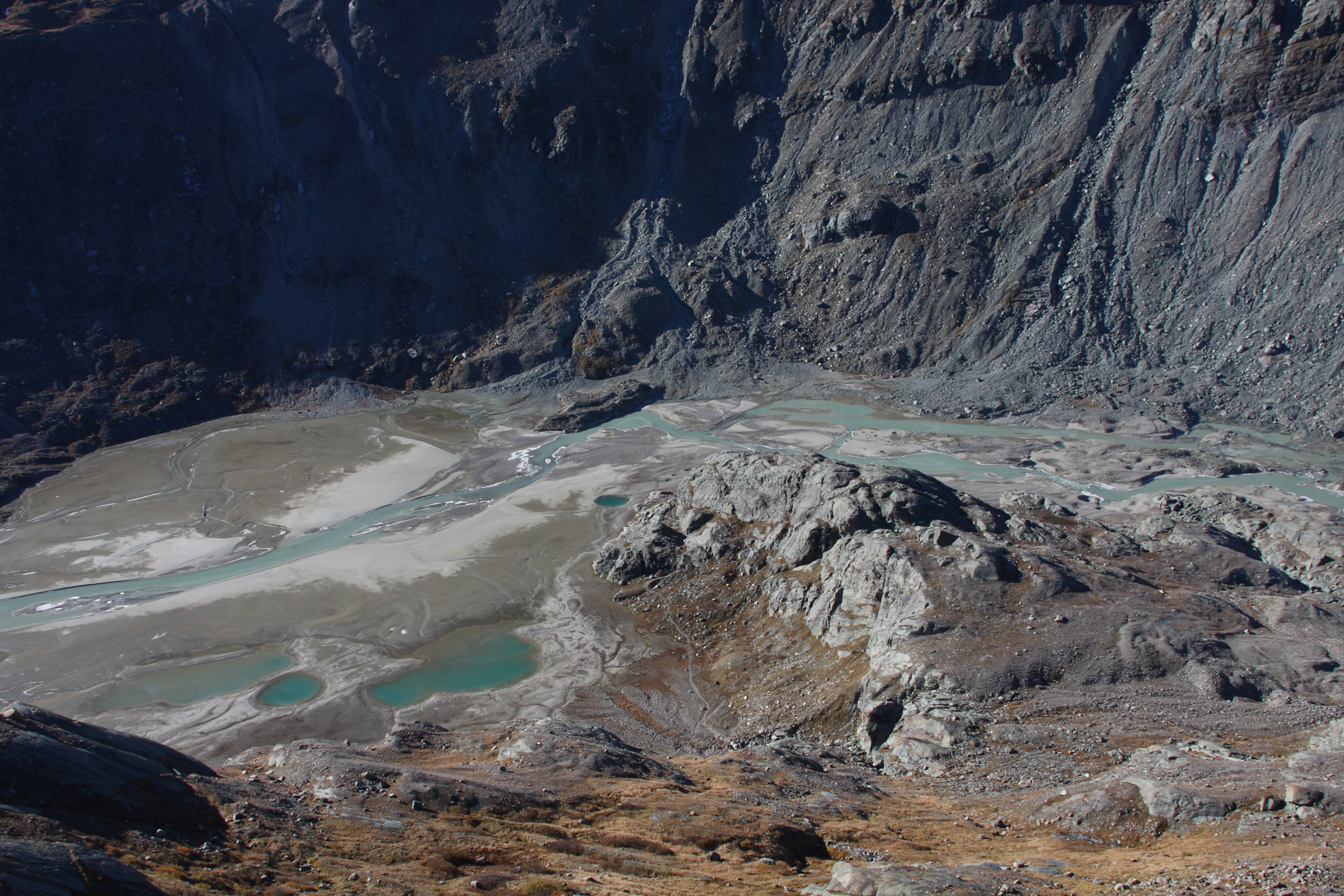
Weitgehend trocken gefallener Sandersee (Oktober 2010)

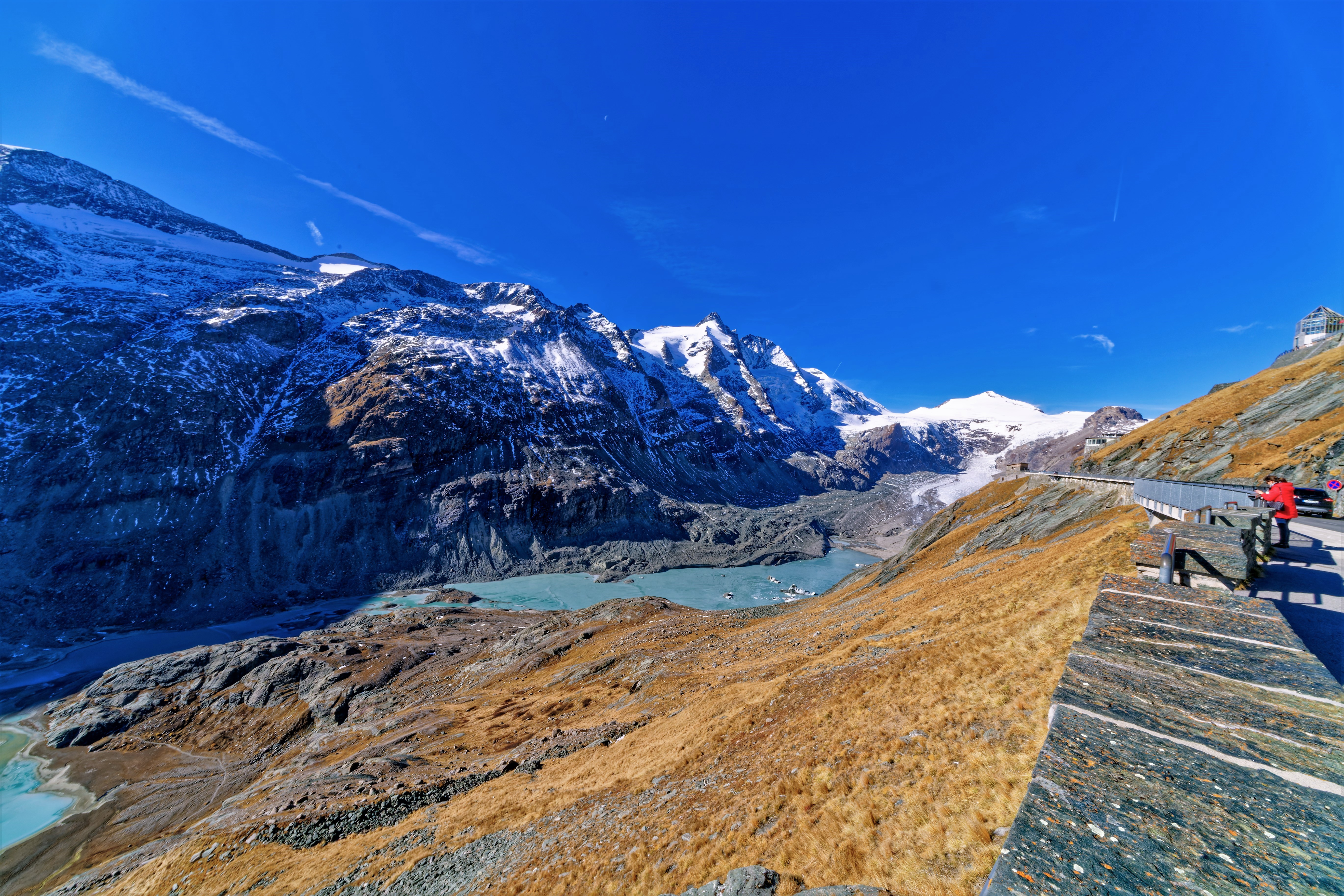
Der malerische Pasterzensee tief unten und links der eigentliche Sandersee bei sonnigem Wetter im Oktober 2021

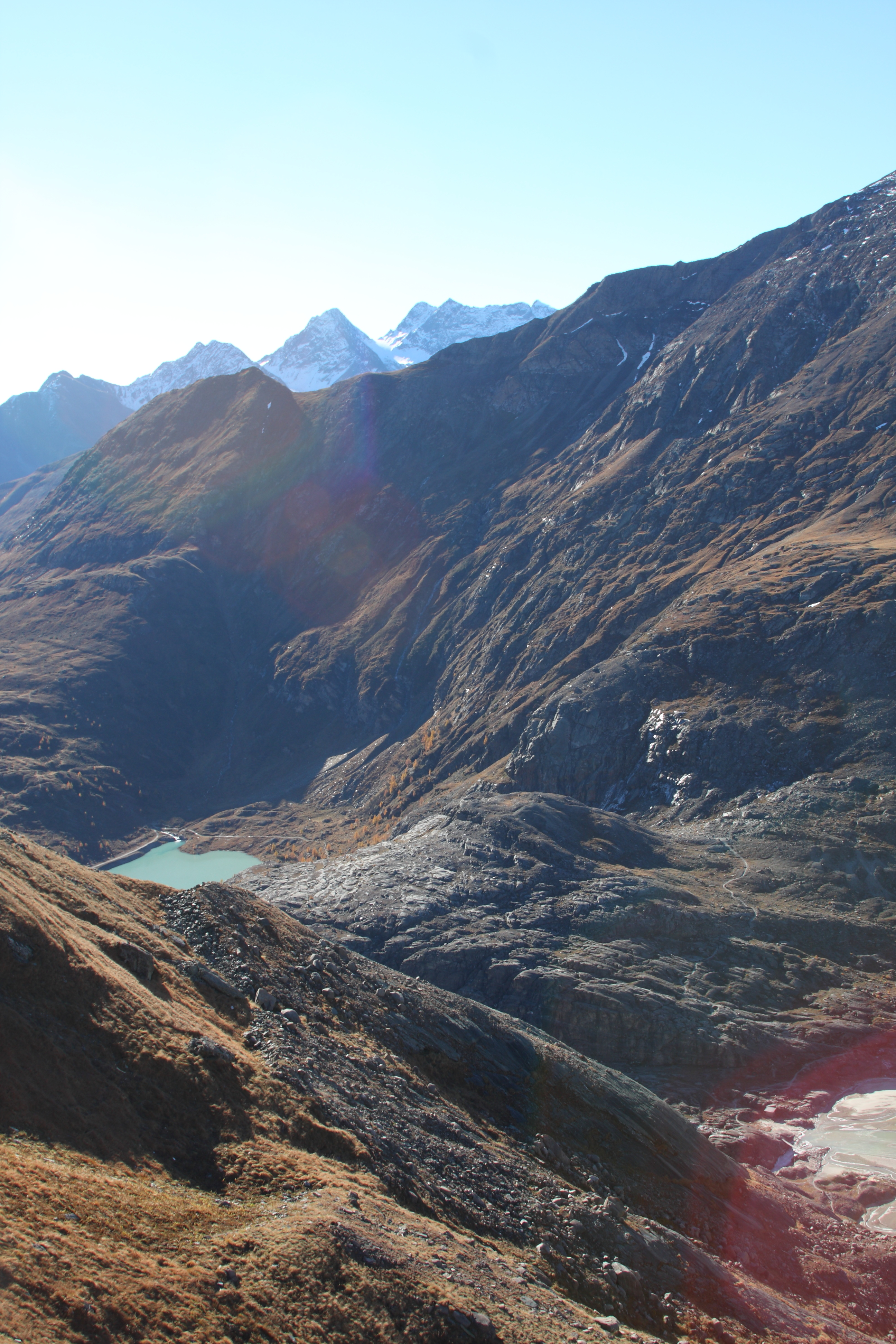
Der Elisabethfelsen zwischen Margaritzensee und Sandersee am früheren Eisfall

Der Sandersee ist ein postglazialer Zungenbeckensee, der mit Abschmelzen des Gletschers Pasterze ab etwa 1956 entstand, seit 1979 durch die Gletscherschmelze schon nicht mehr am Gletscherrand lag und seitdem temporär verlandet. Die maximale Ausdehnung erreichte der See im Jahr 1979 mit 121.566 m²; der Seeausfluss auf etwa 2070 m oberhalb der Möllschlucht wurde mit relativ natürlich aussehenden Steinschlichtungen 1969 und 1982 künstlich erhöht, um für den Stausee Margaritze weiterhin als Sandfang zu dienen, die Wasserfläche erhöhte sich dadurch um 10 Prozent.
Der relativ hohe Sedimenteintrag von geschätzt 66.000 m³ Lockergestein und Feststoffen mit einem Volumen von 37.000 m³ schwankt stark abhängig vom Schmelzwasser in der Möll. Nur bei sehr hoher Wasserführung der Möll ist der Sandersee überflutet.

### Pasterzensee
Oberhalb der kleineren Felsschwelle, die den Sandersee im Nordwesten begrenzt, traten ab Mitte der 1990er Jahre größere Wasserflächen auf, die zunächst in Karten dem Sandersee zugerechnet wurden; erst ab etwa 2005 war ein weiterer See entlang des moränenbedeckten Teils der Pasterze unterhalb des Nordhangs von Kellerskopf und Schwertkopf unweit des Großglockners erkennbar, es bildete sich erneut ein Gletscherrandsee, der von der Universität Graz als Pasterzensee bezeichnet wurde und im Jahr 2018 bereits 35 ha der vormaligen Gletscherzunge umfasste, andere Messungen geben für den Zeitraum von 2015 bis 2019 eine Zunahme von 150.000 m² auf etwa 270.000 m² an. Im Pasterzensee konnten schon treibende Eisberge beobachtet werden, die sich in 3 Stunden um etwa 500 m bewegten.
Ab 2021 bildete sich oberhalb des Pasterzensees ein weiterer kleinerer See, der ebenfalls im ehemaligen Gletscherbett der Pasterze liegt.